# Parakrithella minuta
Parakrithella minuta är en kräftdjursart som beskrevs av Joy och D. L. Clark 1977. Parakrithella minuta ingår i släktet Parakrithella och familjen Krithidae. Inga underarter finns listade i Catalogue of Life.